# Jeanne d'Arc (1899)
Jeanne d'Arc byl pancéřový křižník francouzského námořnictva. Ve službě byl v letech 1902–1934. V letech 1912–1914 sloužil k výcviku. Za první světové války se vrátil do první linie. Mimo jiné se účastnil bitvy o Gallipoli. V letech 1919–1929 sloužil opět k výcviku. Roku 1934 byl vyřazen. Byl to první velký francouzský pancéřový křížník. Vzhledem ke své velikosti byl příliš slabě vyzbrojen.

## Stavba

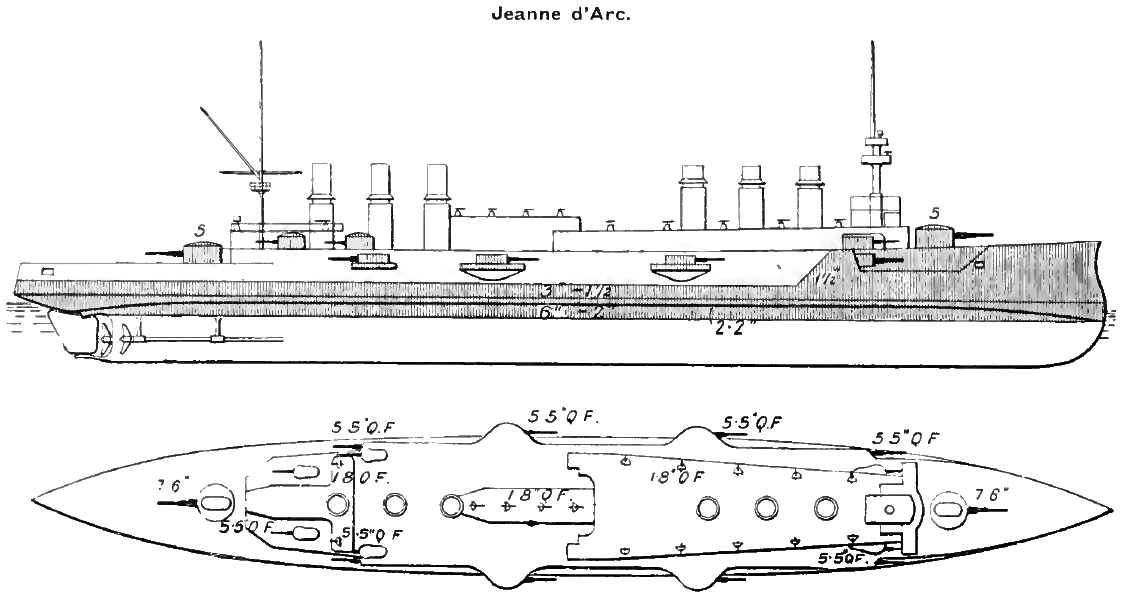
Základní uspořádání výzbroje a pancéřové ochrany

Plavidlo postavila loděnice Arsenal de Toulon v Toulonu. Stavba byla zahájena roku 1896, roku 1899 byl křižník spuštěn na vodu a roku 1902 byl přijat do služby.

## Konstrukce

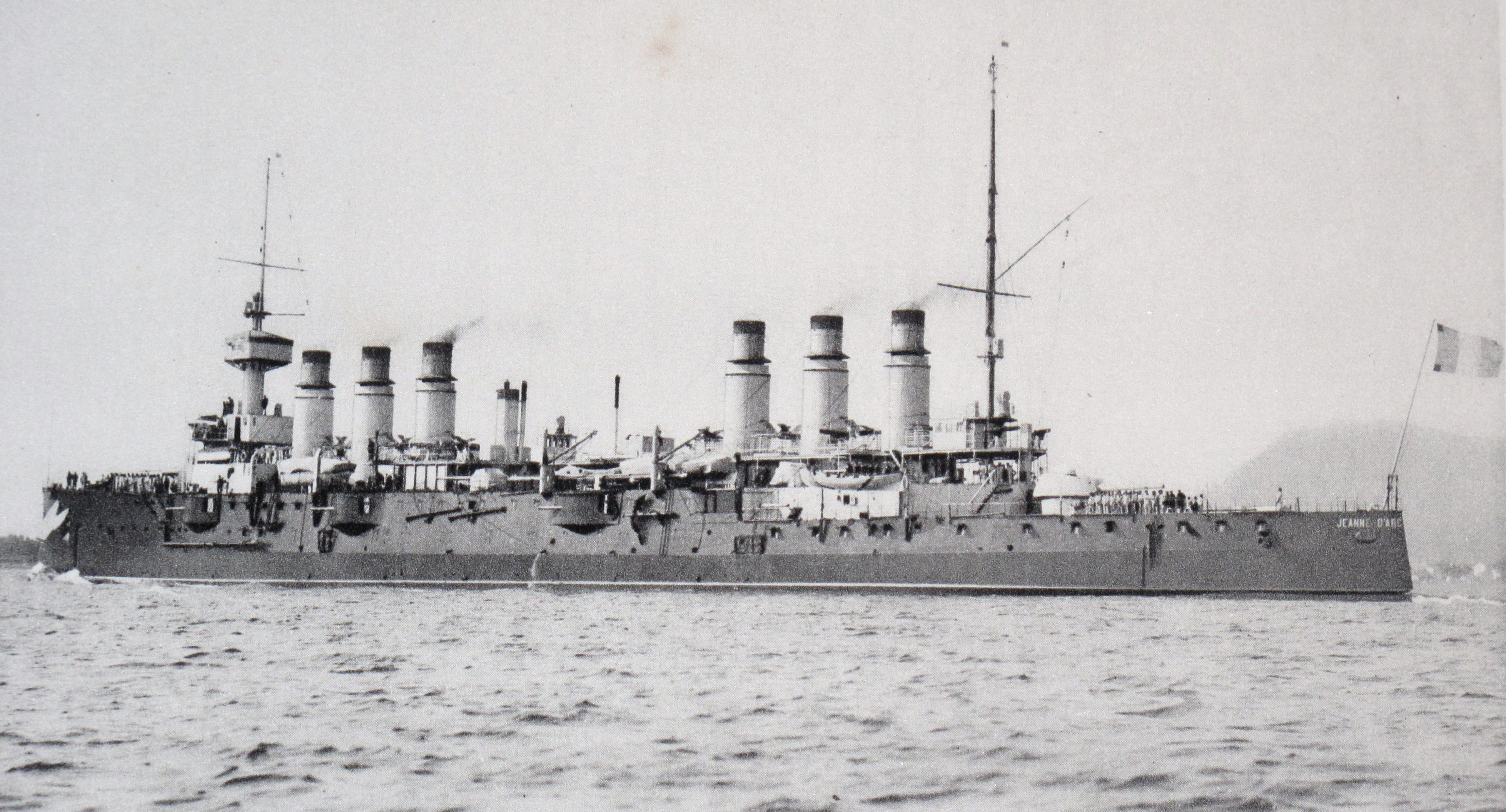
Jeanne d'Arc

Hlavní výzbroj tvořily dva hlavní 194mm kanóny v jednodělových a čtrnáct 138,6mm kanónů sekundární ráže. Doplňovalo je šestnáct 47mm kanónů, šest 37mm kanónů a dva 450mm torpédomety. Pohonný systém tvořilo 48 kotlů a tři parní stroje s trojnásobnou expanzí o výkonu 33 000 hp, pohánějící tři lodní šrouby. Nejvyšší rychlost dosahovala 21,8 uzlu. Dosah byl 13 500 námořních mil při rychlosti 10 uzlů.